# Uinkaret volcanic field
Das Uinkaret volcanic field ist ein monogenetisches, neogenes Vulkanfeld im Südwesten der Vereinigten Staaten.

## Etymologie
Das Uinkaret volcanic field ist nach dem Uinkaret-Plateau benannt, welchem die Aschenkegel und Lavaflüsse des Vulkanfelds aufsitzen. Die Uinkaret waren ein Stamm der Südlichen Paiute. Uinkaret – in der südlichen Numic-Sprache der Paiute U-in-ka'-rets – ist abgeleitet von Yuinkadī mit der Bedeutung Kiefernzapfen. Gemeint ist aber damit der zum Vulkanfeld gehörige Mount Trumbull (2447 Meter) – der Kieferngipfel. U-in, Yuin, Yivín oder yipin hat die Bedeutung Kiefer, ka'-rets oder kariRI ist abgeleitet von kadī oder kati (sitzen) und bedeutet Berggipfel.

## Erstbenennung
Das Uinkaret volcanic field wurde erstmals zwischen 1869 und 1872 von John Wesley Powell untersucht. Powell schuf sodann den Begriff Uinkaret Plateau und benannte auch die Hauptgipfel im Vulkanfeld als Mount Trumbull, Mount Logan und Mount Emma. Er entdeckte ferner die Toroweap Fault und schätzte ihren Versatz auf 244 Meter ein.

## Vorkommen

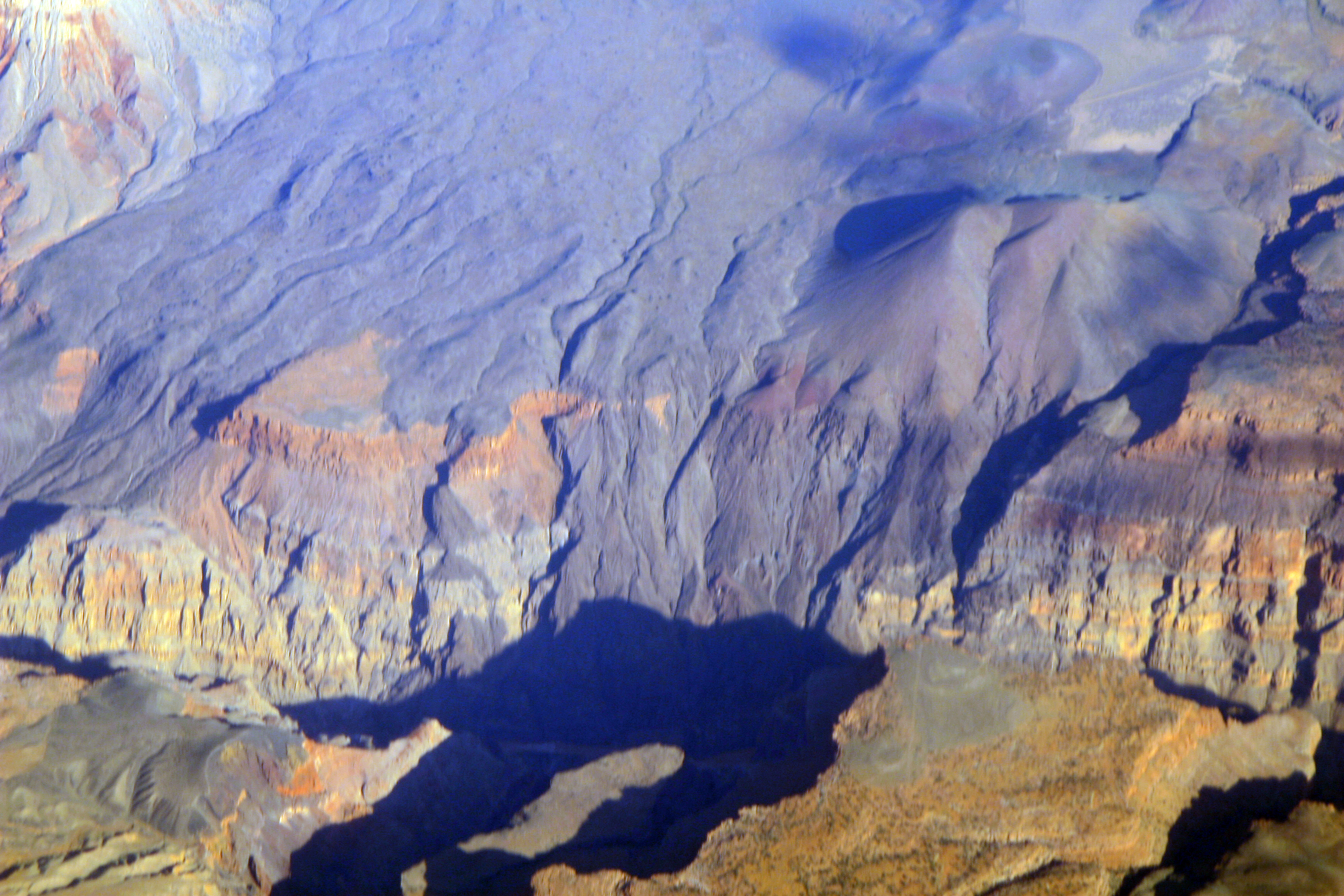
Die Lavaströme ergießen sich unterhalb vom Vulcan’s Throne in den Canyon des Colorado Rivers

Das Uinkaret volcanic field liegt überwiegend auf der Nordseite des Colorado Rivers am Westende des Grand Canyons. Es gehört zum Südwestrand des Colorado-Plateaus und befindet sich im Mohave County im Nordosten des US-amerikanischen Bundesstaates Arizona. Das Vulkanfeld besitzt eine maximale Breite von 22 Kilometern in Ost-West-Richtung und 77 Kilometern in Nord-Süd-Richtung. Nach Norden reicht es nahezu an die Grenze Utahs heran. Es baut sich mehrheitlich aus quartären Aschenkegeln und Lavaströmen auf, enthält aber auch tertiäre (pliozäne) Basaltflüsse und Ganggesteine, insbesondere am und in der Nähe des Mount Trumbull.
Die vom Vulkanfeld ausgegangenen Lavaströme lassen sich entlang des Colorado Rivers ausgehend von Flussmeile 177 in westlicher Richtung bis Flussmeile 254 verfolgen. Nur sehr selten finden sich Aschenkegel, Lavaströme und Schlote auf der Südseite des Colorado Rivers, so beispielsweise der Prospect Cone mit seinen beiden Lavaströmen. Im Canyon selbst ragt ebenfalls ein Aschenkegel auf.
Die Hauptmasse der Eruptivzentren wird von der Toroweap Fault im Osten und von der Hurricane Fault im Westen eingegrenzt. Hierbei handelt es sich um zwei große Verwerfungen, deren Westflügel jeweils abgesenkt und deren Sedimente aufgeschleppt wurden. Die unterlagernden Sedimente des Schichtstapels im Grand Canyon fallen nur minimal mit 4° nach Osten ein, versteilen sich aber in Richtung Hurricane Fault bis auf 14° und bilden somit eine Monoklinale. Der maximale Gesamtversatz an der Hurricane Fault wird auf 610 Meter eingeschätzt, der an der Toroweap Fault auf 198 Meter.
Das Vulkanfeld tritt stellenweise nur geringfügig über die beiden Randstörungen hinweg. Es entsendet aber einen bedeutenden tertiären als auch quartären Seitenast in südöstlicher Richtung, dessen Ausläufer über den Colorado River hinweg (bei Flussmeile 160) bis nahe an den Havasu Creek heranreicht. Der Ausläufer endet hier in zwei Schloten, den jeweils 780.000 Jahre alten Yumtheska Vent West und Yumtheska Vent East. Dieser Seitenast verläuft über den Hancock Knoll mit mehreren hintereinander aufgereihten Aschenkegeln und Basaltströmen in den rechtsseitigen Tuckup Canyon mit einem großen Lavafluss und intrusivem Gang. Zu diesem Lineament gehören auch noch kurz vor Erreichen des Colorado Rivers The Cork, ein intrusiver Basaltschlot, sowie ein intrusiver, den Colorado River durchquerender Gang.
Etwa 25 Kilometer weiter westlich schließt sich das Shivwitz-Plateau an, welches weitgehend von etwas älteren, tertiären Basaltflüssen bedeckt wird.

## Eruptionszentren
Die Eruptionszentren im Uinkaret volcanic field legen eine Richtungsabhängigkeit an den Tag. So bildeten sich viele entlang Nord-Süd-orientierten Spalten und hinterließen hintereinander aufgereihte Aschenkegel. Neben der beherrschenden Nord-Süd-Richtung lässt sich auch die Nordnordwest-Richtung erkennen. Diese Richtungsabhängigkeit wird durch das vorhandene Kluftnetz und die Bruchverteilung im Anstehenden vorgezeichnet. Auch die beiden eingrenzenden quartären Verwerfungen – die Toroweap Fault mit Eindrehen auf Nordost und die Hurricane Fault mit Einbiegen auf Nordnordwest – verlaufen grob Nord-Süd und haben einen beherrschenden Einfluss auf die Topographie und zum Teil auch auf die Förderzentren. Der Vulcan’s Throne liegt beispielsweise auf der Toroweap Fault.
Das Eruptionszentrum Little Springs zeigt ebenfalls eine Nord-Süd-Ausrichtung und besteht aus einem Schweißschlackenwall (Englisch spatter rampart). Er hat sich an einer topographischen Hochzone aufgebaut, von der die Laven sowohl nach Norden als auch nach Süden austraten. Ein Schlackengebiet östlich des Hauptwalls enthält zahlreiche Xenolithe aus Dunit. Die Laven und Schlacken sind sehr reich an Olivinkristallen, von denen viele aus geborstenen Xenolithen stammen dürften.
Weitere bedeutende Eruptionszentren im Vulkanfeld sind der Mount Emma, der Mount Trumbull und Vulcan’s Forge.

## Lavaströme
Die Lavaströme nahmen generell ihren Ausgang von ihren jeweiligen Eruptionszentren. Auffallend viele Austrittszentren situieren sich dennoch am Rand oder an den Seiten des Canyons, von denen die Laven kaskadenartig 900 Meter zum Fluss hinabflossen. Unten angekommen überwältigten die Laven den Fluss und schoben sich im Bett sogar eine kurze Strecke flussaufwärts, flussabwärts drangen sie aber wesentlich weiter vor. Hinweise auf Lava-Wasser-Interaktionen sind jedoch nur spärlich. Die flussaufwärtigen Laven sind aufgrund des jähen Abkühlungsprozesses zerbrochen und zerschmettert und daher leicht erodierbar. Die flussabwärtigen Laven sind hingegen wesentlich kohärenter und resistenter und widerstanden daher für Jahrtausende.
Vor rund 725 000 Jahren begann sich basaltische Lava, die den in Eruption getretenen Aschenkegeln des Uinkaret volcanic field entstammte, in den westlichen Grand Canyon zu ergießen. Im Zeitraum zwischen 725 000 und 100 000 Jahren wurde dadurch der Colorado River bis zu 17 Mal aufgestaut. Die Dauer der dabei durch Rückstau entstandenen, teils riesigen Stauseen ist umstritten, es werden oft 20 000 Jahre angenommen. Andere Forscher jedoch bezweifeln dies und glauben, dass die vulkanischen Staudämme von nicht allzu langer Dauer waren, und bei ihrem Nachgeben katastrophale Überschwemmungen auslösten. Die Ausdehnung der Lavaströme selbst ist beachtlich, sie können über eine Distanz von 121 Kilometern hinweg am Colorado River verfolgt werden. Sie erstrecken sich oft über mehrere Zehnerkilometer talabwärts entlang des Flusslaufs.

## Petrologie

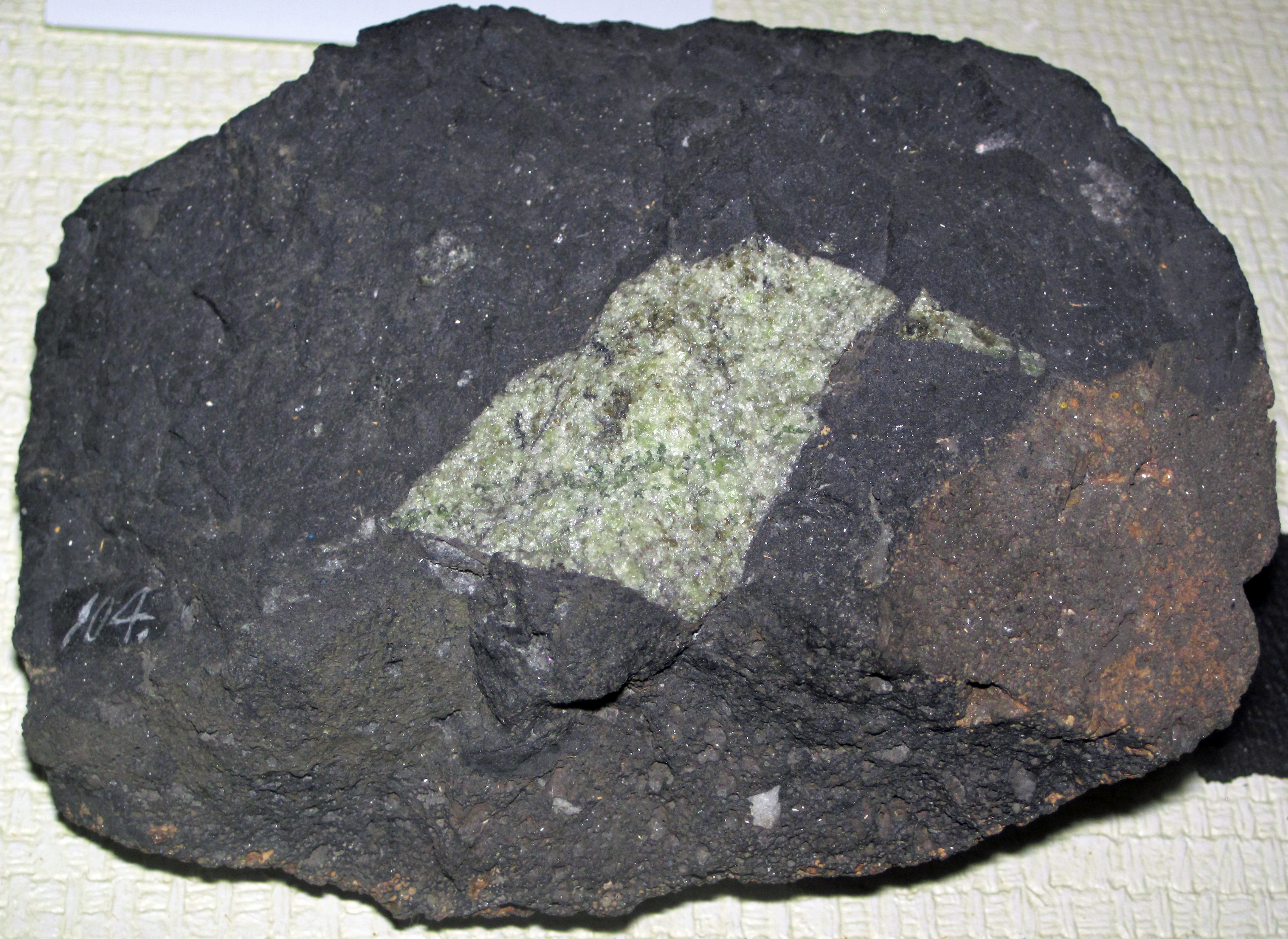
Xenolithischer Mantelperidotit gefunden am Mount Trumbull

Das Uinkaret volcanic field besteht mehrheitlich aus Aschenkegeln (englisch scoria cones) und aus ihnen hervorgegangenen Lavaströmen. Ihre verantwortlichen Magmen reichen von subalkalischen Basalten (Tholeiiten) über Alkalibasalte (Alkaliolivinbasalte) hin zu Basaniten. In vielen Eruptionen konnten auch Xenolithe von Mantelperidotiten gefunden werden.
Der SiO2-Gehalt im Uinkaret volcanic field variiert insgesamt von 43,5 bis 51,5 Gewichtsprozent, die Vulkanite sind somit mafisch. Der Gehalt an Na2O + K2O schwankt gleichzeitig von 3,7 bis 5,9 Gewichtsprozent. Die Isotopenverhältnisse von Neodym (143Nd/144Nd) und Strontium (87Sr/86Sr) bewegen sich zwischen 0,5125 und 0,5130 und zwischen 0,702890 und 0,706378 auf dem invers korrelierten Mantle array. Die Neodymwerte entsprechen einem εNd von − 1,46 bis + 7,71. Zum Vergleich: Tholeiite haben ein εNd von − 2,0 bis 0, Alkalibasalte von 0 bis + 4,0, Basanite von + 4,0 bis + 8,0 und MORB von + 8,0 bis + 12,0. Der Mantle array deutet hierbei auf eine Vermischung verschiedener Mantelreservoire, vereinfacht meist zwischen einer ab- (Depleted mantle oder DM) und einer angereicherten Mantelkomponente (Enriched mantle oder EM).
Die Isotopenverhältnisse werden von Crow und Kollegen (2011) dahin gedeutet, dass sich die Magmenquelle in einer Tiefe von rund 80 Kilometer befand und in ihrer Zusammensetzung eine MORB-artige Asthenosphäre darstellt. Ferner zeigen sie, dass die Asthenosphärensignatur im Verlaufe der Zeit zugenommen hat – was auf eine Ausdünnung oder Delaminierung der auflagernden Lithosphäre zurückzuführen ist. Das Aufwallen der Asthenosphäre korreliert außerdem mit den Gebietsgrenzen proterozoischer Krustenbereiche und weist womöglich darauf hin, dass Schwächezonen die gesamte Lithosphäre durchziehen und sowohl Lithosphärenaustausch als auch Magmenaufstieg erleichtern.

## Alter
Das Vulkanfeld ist seit 3,6 Millionen Jahren aktiv (mit Beginn des Piacenziums). Seitdem entstanden insgesamt 213 Vulkanschlote. Die vulkanische Tätigkeit hielt bis in die jüngere Vergangenheit an. So wurde der jüngste Ausbruch am Aschenkegel Little Springs auf das Jahr 1050 bis 1200 n. Chr. datiert. Sehr jung sind auch die Basalte vom Prospect Cone (37.000 Jahre, mit kosmogenem Helium 3Hec 38.000 ± 3.000 Jahre) und vom Vulcan’s Throne (73.000 Jahre, mit 3Hec 72.000 ± 4.000 Jahre), die beide während der letzten Kaltzeit entstanden.

### Eruptionsabfolge

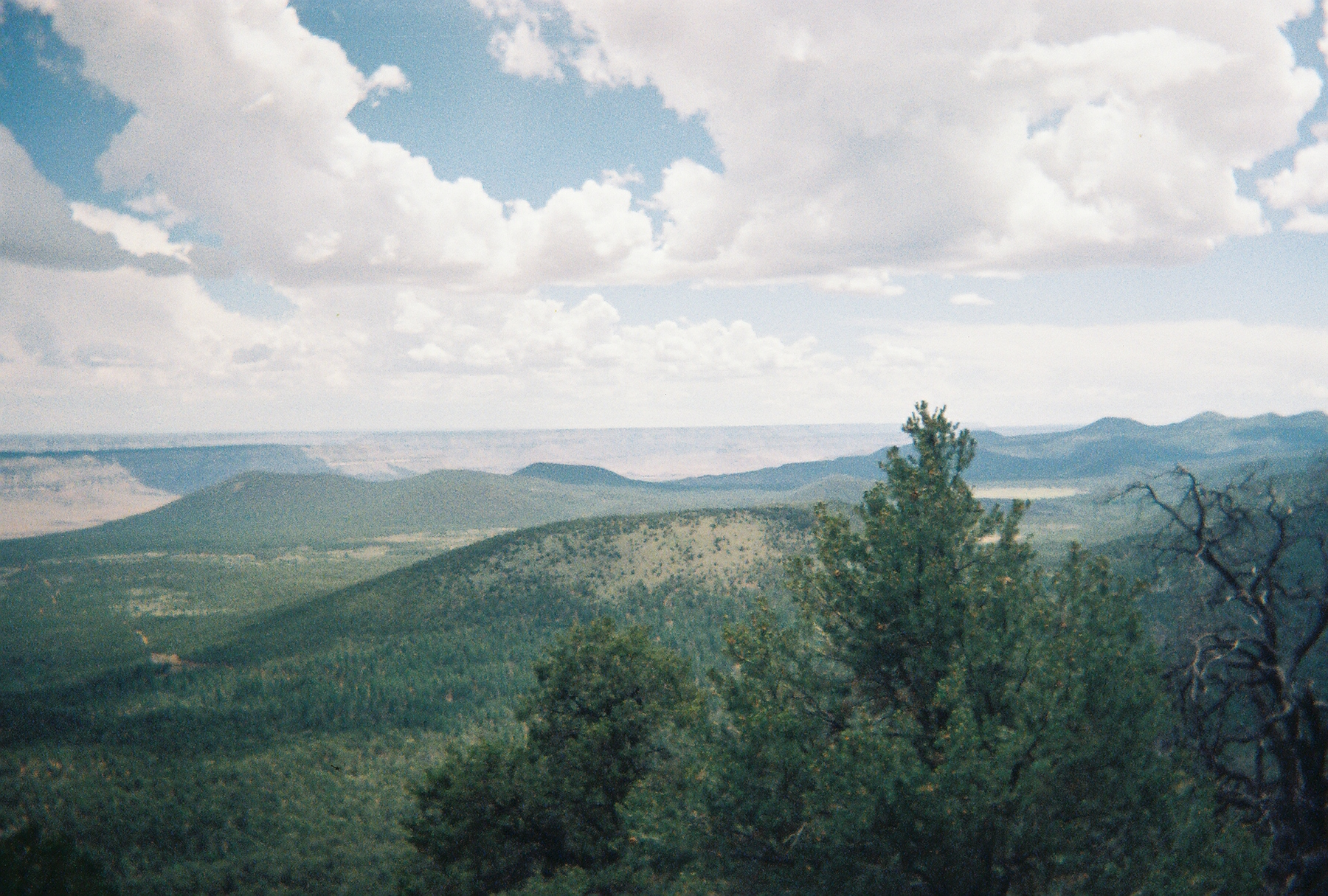
Ausblick nach Süden vom 2447 Meter hohen Mount Trumbull – höchste Erhebung im Uinkaret volcanic field

#### Tertiär
Generell lässt sich das vulkanische Eruptionsgeschehen im Uinkaret volcanic field in einen tertiären und in einen quartären Anteil gliedern, wobei letzterer eindeutig überwiegt. Die tertiären Vulkanite begannen mit ihrer Tätigkeit um 3,6 Millionen Jahren an vier unterschiedlichen Stellen. Sie wurden dann später von überaus zahlreichen pliozänen und pleistozänen Vulkanablagerungen umringt und auch teilweise überdeckt.
Die vier tertiären Vorkommen finden sich am Mount Trumbull, am Mount Logan, entlang der Hurricane Fault (im westlichen abgesenkten Flügel) und nördlich von Mount Emma. Die Basaltströme ergossen sich über eine recht flache Erosionsfläche auf 1 bis 2° nach Osten einfallenden Schichten der Chinle-Formation und der Moenkopi-Formation. Die Basaltströme bildeten hierbei am Mount Trumbull und am Mount Logan eine beschützende, panzerhafte Abdeckung, welche die weichen, unterlagernden, mesozoischen Sedimente vor der Erosion bewahrte. Pyroklastika sind unter den tertiären Vulkaniten selten, eine Ausnahme bildet der Mount Emma.
Das älteste der tertiären Vorkommen befindet sich am Mount Trumbull und wurde mittels Kalium-Argon auf 3,67 ± 0,09 bzw. 3,47 ± 0,63 Millionen Jahre datiert. Ein praktisch identisches Alter besitzt der Bundyville-Basalt mit 3,60 ± 0,018 Millionen Jahren. Der Basalt am Mount Logan ergab ein Alter von 2,63 ± 0,34 Millionen Jahren. Geologische Überlegungen lassen dieses Alter jedoch anzweifeln und sprechen vielmehr für eine mehr oder weniger synchrone Entstehung mit den ersten beiden Basalten. Von den Basalten nördlich des Mount Emma sind keine Alter bekannt.
Die tertiären Vulkanite werden von den quartären Vulkaniten durch eine lange Eruptionspause abgetrennt, welche nahezu 2,8 Millionen Jahre dauerte. In dieser Zeitspanne wurden die Schichten der Moenkopi- und der Chinle-Formation überall dort wegerodiert, wo sie nicht von Basaltströmen überdeckt waren. Überdeckte Stellen entwickelten sich wegen seitlich angreifender Erosion folglich zu Buttes und Mesas mit Basalt als Deckschicht.

#### Quartär

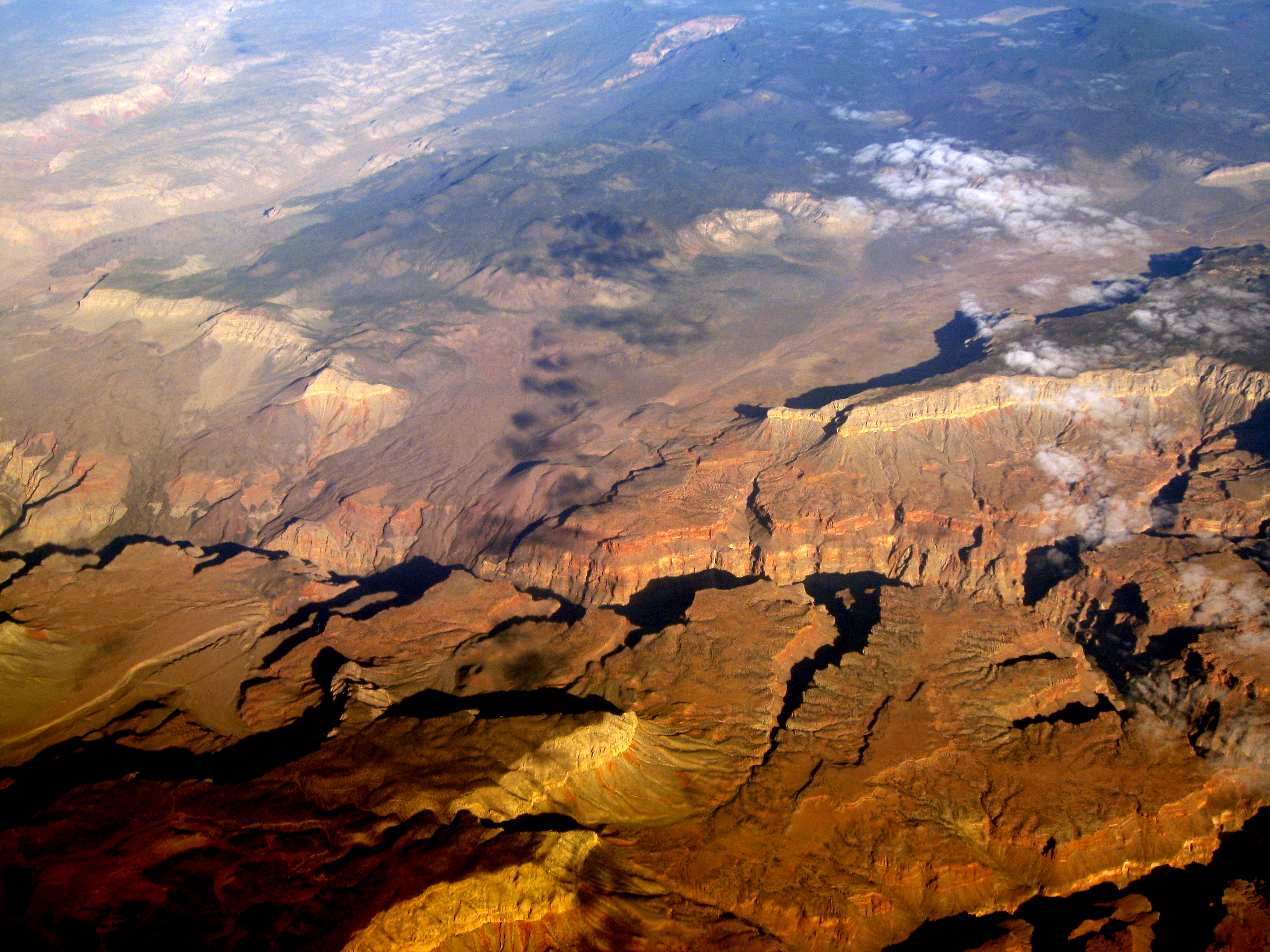
Luftbild des Uinkaret volcanic fields von Südsüdost

Die quartären Vulkanite können im Bereich des Grand Canyons fünf Episoden zugeordnet werden.
Aus der ersten Episode, die von 900.000 bis 775.000 Jahren dauerte, ist im Canyon nur der 188.7-Mile Flow zu verzeichnen – ein Peperit auf Flusssand, der mittels der Argon-Argon-Methode auf 829.000 ± 9.000 Jahren datiert ist. Der Antelope Knoll Basalt am Nordrand des Vulkanfelds konnte mittels K-Ar auf ein vergleichbares Alter von 830.000 ± 280.000 Jahren festgelegt werden.
Die zweite Episode von 700.000 bis 400.000 Jahren umfasst mindestens 10 Lavaströme, die an den Lava Falls, am gegenüber liegenden Prospect Canyon und am Whitmore Valley in den Grand Canyon hinabglitten und den Colorado River mehrmals aufstauten. Hierzu gehören in chronologischer Reihenfolge (alles 40Ar-39Ar-Alter) der Whitmore Rapids Flow (630.000 ± 30.000 Jahre), die High Remnant Flows (Mittelwert 617.000 ± 38.000 Jahre), der Lower Black Ledge Flow (575.000 ± 19.000 Jahre), die Lower Prospect Flows (Mittelwert 572.000 ± 52.000 Jahre), die Upper Prospect Flows (Mittelwert 535.000 ± 14.000 Jahre), der Upper Black Ledge Flow (526.000 ± 21.000 Jahre), die Buried Canyon Flows (Mittelwert 524.000 ± 34.000 Jahre), der 183.4-Mile Flow (492.000 ± 32.000 Jahre), die Toroweap Flows (Mittelwert 448.000 ± 37.000 Jahre) und der Ponderosa Flow (424.000 ± 17.000 Jahre). 
Zur zweiten Episode zählt auch der Graham Ranch Flow im oberen Toroweap Valley, der ein K-Ar-Alter von 635.000 ± 24.000 Jahren aufweist. Der Basalt wurde an der Toroweap Fault bis zu 36 Meter seitenversetzt.
Aus der Episode 3 von 400.000 bis 275.000 Jahren ist nur der 177-Mile Flow  (Mittelwert 322.000 ± 13.000 Jahre) anzuführen.
In der Episode 4 von 275.000 bis 150.000 Jahren ereigneten sich die Lower Whitmore Flows (Mittelwert 243.000 ± 14.000 Jahre), der Lower Gray Ledge Flow (209.000 ± 16.000 Jahre), die 180.8-Mile Flows (Mittelwert 200.000 ± 30.000 Jahre) und die Upper Whitmore Flows (Mittelwert 186.000 ± 13.000 Jahre). Zur Episode 4 gehören auch Basaltströme an der Einmündung des Toroweap Valleys in den Colorado River. Ihr Einsetzen wird auf rund 200.000 Jahre geschätzt, geht aber wahrscheinlich bis auf die Toroweap Flows zurück. Die Ströme dauerten bis 150.000 Jahre und hinterließen insgesamt erstaunliche 860 Meter an Basalt im Toroweap Valley, das sich vorher auf gleicher Höhe mit dem Colorado River befunden hatte. Hierzu zählen auch der 218.000 ± 28.000 Jahre alte Vulcans Footrest und der mit 208.000 ± 28.000 Jahre datierte Strom nördlich vom Vulcan’s Throne. Zu erwähnen ist ferner die Older Esplanade Cascade, eine 210.000 ± 80.000 Jahre alte Basaltkaskade nördlich oberhalb von Flussmeile 182. Auch im Whitmore Valley weiter flussabwärts sind Aktivitäten zu verzeichnen, so beispielsweise an der Whitmore Sink (262.000 ± 26.000 Jahre), an den Upper Whitmore Flows (201.000 ± 18.000 und 179.000 ± 9.000 Jahre) sowie an Qbwc1 (168.000 ± 16.000 Jahre).
In der Episode 5 von 150.000 bis 75.000 Jahre schließlich ist der Upper Gray Ledge Flow (102.000 ± 8.000 Jahre) zu erwähnen. In diese letzte Episode fallen unter anderem zahlreiche Basaltkaskaden, hierunter die Younger Esplanade Cascade (138.000 ± 13.000 Jahre, unsicheres, stratigraphisch nicht haltbares Alter), die Toroweap Terrace (137.000 ± 20.000 Jahre), die Younger Cascade (107.000 ± 9.000), die Older Esplanade Cascade (102.000 ± 8.000 Jahre), die Upper Toroweap Cascade (94.000 ± 16.000 Jahre), der Lavastrom Bar Ten (87.000 ± 6.000 Jahre) im Whitmore Canyon, die Toroweap Cascade (79.000 ± 13.000 Jahre) und die Lower Toroweap Cascade (70.000 ± 20.000 Jahre).
Unter all diesen Effusiva ist sicherlich am bemerkenswertesten der Lower Black Ledge Flow, der dem Flusstal des Colorado Rivers auf 135 Kilometer folgte. Der Upper Black Ledge Flow brachte es immerhin noch auf 76 Kilometer, der 177-Mile Flow auf mehr als 44 Kilometer. Die Upper Prospect Flows türmten sich auf der Südseite des Canyons zu einer erstaunlichen Höhe von bis zu 640 Meter auf, es ist aber nicht sicher, ob sie auch tatsächlich einen durchgehenden Damm im Canyon schufen. Jedenfalls errichteten die Toroweap Flows eine Dammhöhe von 395 Meter.

### Archäologie
Es wurden Keramikscherben gefunden, die mit Schlacken aus dem Little Springs verbacken waren. Sie wurden wie bereits ausgeführt auf den Zeitraum 1025 bis 1200 n. Chr. datiert. Dieses Material wurde teilweise auch in den Mauern von Grubenhäusern (Englisch pit houses) verbaut. Die Eruption am Little Springs muss daher in diesem Zeitraum erfolgt sein. Die Native Americans errichteten überdies Wege und defensive Schutzbauten auf der blockigen Oberfläche der Lavaflüsse, welche sie mit vergleichbaren Keramikscherben markierten.